# Rupa Bajwa
Rupa Bajwa (devanagari: रूपा बाजवा, Amritsar, Punyab, 1976) es una escritora india galardonada con el Sahitya Akademi Award, entre otros premios.
Nacida en una familia sij, publicó su primera novela, El vendedor de saris, en 2004. Esta novela en inglés, además de al español, se ha traducido a más idiomas: Il negozio di sari (italiano), Le vendeur de saris (francés), De Sariwinkel (neerlandés), Prodavnica sarija (serbio).

## Obra
- 2004 The Sari Shop
- 2012 Tell Me a Story